# Chrispim Jacques Bias Fortes (neto)
Chrispim Jacques Bias Fortes Neto, mais conhecido como Biazinho (Barbacena, 26 de março de 1923 — 1 de julho de 2009) foi um advogado e político brasileiro.
Seguiu a mesma trajetória de seu avô e seu pai como advogado, produtor rural e político atuante, sobre tudo na região de Barbacena. Eleito Deputado Federal  por 8 mandatos consecutivos (1951 a 1983). Advogado de carreira do Banco do Brasil, foi também Secretário de Estado por 3 vezes. Biazinho como Deputado conseguiu recursos pra inúmeras obras na região de Barbacena, como escolas, postos de saúde, estradas, calçamentos e várias outras obras como: o prédio da Escola Normal, o Parque de Exposições de Barbacena, estações de captação de água, Colégio Tiradentes e inúmeros quilômetros de asfalto, como nas estradas de Barbacena/São João Del Rei e Barbacena/Ubá.

## Biografia
Filho de José Francisco Bias Fortes e Francisca Tamm Bias Fortes. Bacharel em Direito em 1944 na Universidade Federal de Minas Gerais, atuou no escritório de advocacia do pai até filiar-se ao PSD e disputar, sem sucesso, a prefeitura de Barbacena em 1947, mesmo ano em que seu pai foi derrotado por Milton Campos na disputa pelo governo estadual. Eleito deputado federal em 1950, 1954, 1958 e 1962, migrou para a ARENA após a outorga do bipartidarismo pelo Regime Militar de 1964 via Ato Institucional Número Dois, licenciando-se para ocupar a Secretaria de Segurança em 1966 nos primeiros meses do governo Israel Pinheiro, cargo do qual se afastou para prosseguir sua carreira política.
Reeleito em 1966 e 1970, integrou o diretório estadual e foi vice-presidente nacional (1972-1974) da ARENA. Preterido na escolha do governador de Minas Gerais pelo presidente Ernesto Geisel, foi reeleito em 1974 e pediu licença para assumir a Secretaria de Obras no governo de Aureliano Chaves, conquistando o seu oitavo mandato consecutivo de deputado federal em 1978. Após a reforma partidária empreendida pelo presidente João Figueiredo filiou-se ao PDS e foi presidente do partido em Minas Gerais.
Após divergências com membros da legenda aceitou a candidatura de Eliseu Resende a governador em 1982 de quem foi companheiro de chapa num pleito marcado pela vitória de Tancredo Neves. Com a renúncia de Neves em 1984 para disputar a Presidência da República, foi nomeado Secretário de Segurança Pública pelo novo governador, Hélio Garcia, e durante sua passagem pelo cargo migrou para o PFL encerrando sua vida pública.
Morreu em 1 de julho de 2009 aos 86 anos.